# Helena av Storbritannien

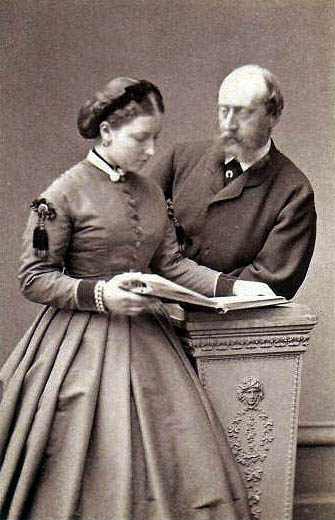
Helena med sin make, prins Christian

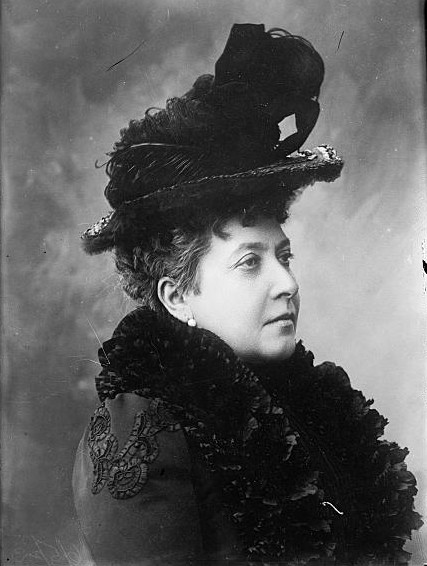
Helena av Storbritannien, 1910.

Helena av Storbritannien, född 25 maj 1846, död 9 juni 1923, var en brittisk prinsessa, dotter till Viktoria I av Storbritannien och Albert av Sachsen-Coburg-Gotha. Hon var en av Röda korsets grundare i Storbritannien och var president vid Royal School of Needlework och Royal British Nurses' Association och stödde registrering av sjuksköterskor mot Florence Nightingales förslag. 
Helena var den mest aktiva medlemmen i den brittiska kungafamiljen, utförde många representationsuppdrag och var engagerad i många projekt. Hon var från 1871 till 1901 moderns assisterande sekreterare, under sin syster Beatrice.

## Biografi

### Barndom
Prinsessan Helena föddes på Buckingham Palace i London som kungaparets femte barn och tredje dotter. Hon föddes 25 maj 1846, dagen efter moderns 27-årsdag, och kallades Lenchen inom familjen. Albert rapporterade till sin bror, hertig Ernst II av Sachsen-Coburg-Gotha, att Helena "kom till denna värld ganska blå, men hon är ganska bra nu". Han tillade att drottningen "led längre och mer än de andra gångerna och hon kommer att behöva förbli väldigt tyst för att återhämta sig." Hon döptes den 25 juli 1846 med namnen Helena Augusta Viktoria i private kapellet i Buckingham Palace av ärkebiskopen av Canterbury William Howley.
Helena beskrevs som moderns favorit tillsammans med sin syster Beatrice, och hon var också sin bror Alfreds favoritsyster. Hon var i familjekretsen känd som Lenchen. Hon beskrivs som livlig och uppriktig, försvarade sig handgripligen då bröderna retade henne och intresserade sig för sport, konst och teknologi, särskilt teckning och ridning. Hon sörjde djupt faderns död 1861. 

### Giftermål
Helena var i början av 1860-talet förälskad i faderns tyska bibliotekarie, tillika broderns lärare i tyska, Carl Ruland: det är okänt om de inledde ett fullbordat förhållande, men kärleksbreven finns bevarade. Då modern fick reda på förälskelsen år 1863 avskedades Ruland. Efter detta började modern söka efter en make åt Helena. Eftersom hon inte ansågs vacker, och hon i egenskap av mellanbarn saknade status, var det svårt, särskilt som modern ställde krav att maken skulle bosätta sig vid det brittiska hovet. Modern valde ut den tyske prinsen Christian av Schleswig-Holstein, som var villig att leva i England. 
Valet kritiserades av kronprinsessan, Alexandra av Danmark, på grund av Danmarks krav på Schleswig-Holstein, och av Helenas syskon, som anklagade modern att offra hennes lycka på ett passande äktenskap, vilket ledde till svåra konflikter inom familjen. Helena gick dock med på äktenskapet och förlovningen eklaterades 1865. 
Hon gifte sig 5 juli 1866 på Windsor Castle med prins Fredrik Christian av Schleswig-Holstein-Sonderburg-Augustenburg. 
Helena "överlämnades" till maken vid bröllopet 1866 av sin mor. En betraktare anmärkte att Helena såg ut att gifta sig med sin farbror, då Christian (som var femton år äldre än sin brud) såg mycket gammal ut. Smekmånaden tillbringades i Paris och Genua. Familjen var bosatt på Frogmore House nära Windsor Castle.
Helenas och Christians relation ansågs vara lycklig. Helena stannade på moderns önskan med sin make vid det brittiska hovet efter sitt giftermål 1866 och var tillsammans med sin syster Beatrice moderns privatsekreterare. Beatrice utförde de viktigaste uppgifterna, medan Helena övertog de uppgifter Beatrice inte hade tid att utföra. Hon assisterades senare av sin dotter Helena Victoria. 
Christian utnämndes till High Steward of Windsor och Royal Commissioner for the Great Exhibition of 1851, men ägnade större delen av sin tid åt sin hund och åt jakt. 

### Sekreterare
Helena hade under 1870-talet periodvis dålig hälsa och blev tillfälligt beroende av opium och laudanum. Modern trodde dock inte på hennes sjukdomar utan anklagade henne för att vara hypokondriker.
Helena ansågs inte uthållig nog att arbeta som moderns sekreterare, och då hennes äldre syster Alice, som skött denna syssla, gifte sig 1862 blev systern Louise sekreterare medan Helena fick rollen som moderns "stötta" och sällskap. Från 1871 var hon dock moderns assisterande sekreterare under systern Beatrice och utförde som sådan mindre sysslor, som att skriva ut moderns brev.

### Engagemang
Hon var en av Röda korsets grundare och var president vid Royal School of Needlework (1872) och Royal British Nurses' Association (1887-1901) och stödde registrering av sjuksköterskor mot Florence Nightingales förslag (1893).
Helena anordnade middagar till förmån för arbetslösa och barn, och delade ut 3000 mål mat till svältande under vintern 1886, för vilket hon blev mycket populär bland allmänheten.
Helena stödde kvinnofrigörelsen, något hennes mor kände stort ogillande inför. 
Helena tyckte om att skriva och publicerade 1887 en översättning av Wilhelmina av Bayreuths memoarer. År 1883-84 kom Helena i konflikt med den tyske publicisten Bergsträsser efter att ha utgivit brev skrivna av hennes syster Alice i England utan att underrätta Bergsträsser, som hade tillstånd att ge ut dessa i Tyskland och hävdade copyright-rättigheter. 

### Senare liv
Efter moderns död 1901 vistades hon sällan vid hovet på grund av ovänskap mellan henne och den nya drottningen, svägerskan Alexandra. 
Helena ihågkoms idag främst för sitt arbete för sjuksköterskors (och barnsköterskors) ställning. Hon åtnjöt popularitet från allmänheten genom sitt offentliga arbete och var en av kungahusets mest synliga medlemmar.

## Barn
1. Christian Viktor 1867-1900 (död under boerkriget)
2. Albert John (1869-1931)
3. Helena Viktoria (1870-1948)
4. Marie Louise (1872-1956 g.m. Aribert av Anhalt (1864-1933) (skilda 1900)
5. Fredrik Harold (f. och d. 1876)
6. Son (1877-1877)

## Antavla
|                            |  |  |  |  |  |  |  |                                   |  |  |  |  |  |  |  |                                                |  |  |  |  |  |  |  | 8. Hertig Frans Fredrik av Sachsen-Coburg-Saalfeld (även 14.) |
|                            |  |  |  |  |  |  |  |                                   |  |  |  |  |  |  |  |                                                |  |  |  |  |  |  |  |                                                               |
|                            |  |  |  |  |  |  |  |                                   |  |  |  |  |  |  |  | 4. Hertig Ernst I av Sachsen-Coburg-Gotha      |  |  |  |  |  |  |  |                                                               |
|                            |  |  |  |  |  |  |  |                                   |  |  |  |  |  |  |  |                                                |  |  |  |  |  |  |  |                                                               |
|                            |  |  |  |  |  |  |  |                                   |  |  |  |  |  |  |  |                                                |  |  |  |  |  |  |  | 9. Augusta av Reuss-Ebersdorf (även 15.)                      |
|                            |  |  |  |  |  |  |  |                                   |  |  |  |  |  |  |  |                                                |  |  |  |  |  |  |  |                                                               |
|                            |  |  |  |  |  |  |  | 2. Albert av Sachsen-Coburg-Gotha |  |  |  |  |  |  |  |                                                |  |  |  |  |  |  |  |                                                               |
|                            |  |  |  |  |  |  |  |                                   |  |  |  |  |  |  |  |                                                |  |  |  |  |  |  |  |                                                               |
|                            |  |  |  |  |  |  |  |                                   |  |  |  |  |  |  |  |                                                |  |  |  |  |  |  |  | 10.Hertig August av Sachsen-Gotha-Altenburg                   |
|                            |  |  |  |  |  |  |  |                                   |  |  |  |  |  |  |  |                                                |  |  |  |  |  |  |  |                                                               |
|                            |  |  |  |  |  |  |  |                                   |  |  |  |  |  |  |  | 5. Luise av Sachsen-Gotha-Altenburg            |  |  |  |  |  |  |  |                                                               |
|                            |  |  |  |  |  |  |  |                                   |  |  |  |  |  |  |  |                                                |  |  |  |  |  |  |  |                                                               |
|                            |  |  |  |  |  |  |  |                                   |  |  |  |  |  |  |  |                                                |  |  |  |  |  |  |  | 11.Lovisa Charlotta av Mecklenburg-Schwerin                   |
|                            |  |  |  |  |  |  |  |                                   |  |  |  |  |  |  |  |                                                |  |  |  |  |  |  |  |                                                               |
| 1.Helena av Storbritannien |  |  |  |  |  |  |  |                                   |  |  |  |  |  |  |  |                                                |  |  |  |  |  |  |  |                                                               |
|                            |  |  |  |  |  |  |  |                                   |  |  |  |  |  |  |  |                                                |  |  |  |  |  |  |  | 12. Kung Georg III                                            |
|                            |  |  |  |  |  |  |  |                                   |  |  |  |  |  |  |  |                                                |  |  |  |  |  |  |  |                                                               |
|                            |  |  |  |  |  |  |  |                                   |  |  |  |  |  |  |  | 6. Prins Edvard, hertig av Kent och Strathearn |  |  |  |  |  |  |  |                                                               |
|                            |  |  |  |  |  |  |  |                                   |  |  |  |  |  |  |  |                                                |  |  |  |  |  |  |  |                                                               |
|                            |  |  |  |  |  |  |  |                                   |  |  |  |  |  |  |  |                                                |  |  |  |  |  |  |  | 13. Charlotte av Mecklenburg-Strelitz                         |
|                            |  |  |  |  |  |  |  |                                   |  |  |  |  |  |  |  |                                                |  |  |  |  |  |  |  |                                                               |
|                            |  |  |  |  |  |  |  | 3. Drottning Victoria             |  |  |  |  |  |  |  |                                                |  |  |  |  |  |  |  |                                                               |
|                            |  |  |  |  |  |  |  |                                   |  |  |  |  |  |  |  |                                                |  |  |  |  |  |  |  |                                                               |
|                            |  |  |  |  |  |  |  |                                   |  |  |  |  |  |  |  |                                                |  |  |  |  |  |  |  | 14. Samma som 8.                                              |
|                            |  |  |  |  |  |  |  |                                   |  |  |  |  |  |  |  |                                                |  |  |  |  |  |  |  |                                                               |
|                            |  |  |  |  |  |  |  |                                   |  |  |  |  |  |  |  | 7. Viktoria av Sachsen-Coburg-Saalfeld         |  |  |  |  |  |  |  |                                                               |
|                            |  |  |  |  |  |  |  |                                   |  |  |  |  |  |  |  |                                                |  |  |  |  |  |  |  |                                                               |
|                            |  |  |  |  |  |  |  |                                   |  |  |  |  |  |  |  |                                                |  |  |  |  |  |  |  | 15. Samma som 9.                                              |
|                            |  |  |  |  |  |  |  |                                   |  |  |  |  |  |  |  |                                                |  |  |  |  |  |  |  |                                                               |